# مجید امین مؤید
مجید امین مؤید (۱۶ خرداد ۱۳۰۹ – ۶ خرداد ۱۳۹۳)نویسنده، مترجم، فعال سیاسی و عضو دیرین کانون نویسندگان ایران بود.
امین مؤید در شانزدهم خرداد ۱۳۰۹ خورشیدی در محله «دوه چی» تبریز چشم به جهان گشود. با مرگ پدر در سال ۱۳۲۲ مجید تحصیل را ناتمام گذاشته و به کار روی می‌آورد. با انتشار روزنامه آذربایجان (۱۳۳۰)، او به عضویت تحریریه روزنامه در می‌آید. او در سال ۱۳۳۳ به جرم عضویت در تحریریه آذربایجان در دادگاه نظامی به یکسال حبس محکوم می‌شود. سال ۱۳۳۴ آزاد می‌شود.
مجید امین مؤید بار دیگر در سال ۱۳۳۷ دستگیر شد. متهم بود که از احیاکنندگان فرقه دموکرات آذربایجان است. او و ۵ نفر دیگر را در دادگاه نظامی محاکمه کرده، حکم اعدام می‌دهند که در مورد آن ۵ نفر اجرا می‌شود و در تاریخ ۱۴/۲/۱۳۳۹ در تبریز تیرباران می‌شوند. حکم اعدام مجید امین مؤید که ۷ ماه در زیر اعدام بود، شکسته و به حبس ابد تقلیل می‌یابد. او تا سال ۱۳۵۶ در زندانهای قزل قلعه، قصر، عادل آباد شیراز و ... زندانی بود.
از ماه آبان ۱۳۹۲ امین مؤید در پی عارضهٔ مغزی در بیمارستان بستری شد. او در روز ششم خرداد ۱۳۹۳ در تهران درگذشت.
امین مؤید برخی ترجمه‌هایش در زندان شاه انجام داد که معروف‌ترین آنها «تاریخ اجتماعی هنر» در چهار جلد نوشته آرنولد هاوزر است. این کتاب از «عهد عتیق» شروع می‌شود و مباحث تاریخ اجتماعی هنر را تا دهه ۷۰ دنبال می‌کند. او همچنین برای نخستین‌بار کتاب «نگاهی از پل» آرتور میلر را ترجمه کرد و برای نخستین‌بار در نشریه «کتاب هفته» به چاپ رساند و آخرین کارش ترجمه «تاریخ انقلاب کبیر فرانسه» بود.

## شماری از آثار
- نمایشنامه چشم‌اندازی از پل، اثر آرتور میلر، کتاب هفته با همکاری کاظم پرکار
- قدرت تولید از ژان فوراستیه
- نمایشنامه آدم آدم است، برتولت برشت
- سیری در اندیشه برشت، چاپ‌های مکرر
- نمایشنامه هنل گرهارد هاوپتمان
- رمان مادر اثر پرل باک
- مرگ آرام اثر سیمون دو بووار[۱۱]
- رابطه هنر با واقعیت از دیدگاه زیباشناسی اثر چرنیشفسکی
- تاریخ اجتماعی هنر اثر آرنول هاوزر
- موسی اثر هاوارد فاست
- انقلاب کبیر فرانسه و پیامدهای جهانی آن اثر جرج روده
- چاپ چند داستان کوتاه و مقاله در کتاب هفته
- مردگان، جیمز جویس
- نمایشنامه ریشه‌ها عمیق است اثری از دو نویسنده آمریکایی با همکاری کاظم پرکار

## آثار چاپ نشده
- نمایشنامه خال گل سرخ اثر تنسی ویلیامز
- گرسنه اثر دوریس لسینگ
- تئاتر برتولت برشت اثری تحقیقی در مورد برشت.
- خاطرات زندگی...